# 1884 en photographie
| Années de la photographie : 1881 - 1882 - 1883 - 1884 - 1885 - 1886 - 1887    |
| Décennies de la photographie : 1850 - 1860 - 1870 - 1880 - 1890 - 1900 - 1910 |

Cet article présente les faits marquants de l'année 1884 en photographie.

## Événements
- 5 janvier : Antoine Lumière fonde à Lyon la Société Antoine Lumière et ses fils.
- 14 octobre : George Eastman dépose un brevet pour un film souple en rouleau de papier sur lequel est appliquée une émulsion[1].

- octobre : création d'Amateur Photographer, magazine hebdomadaire anglais traitant de la photographie.

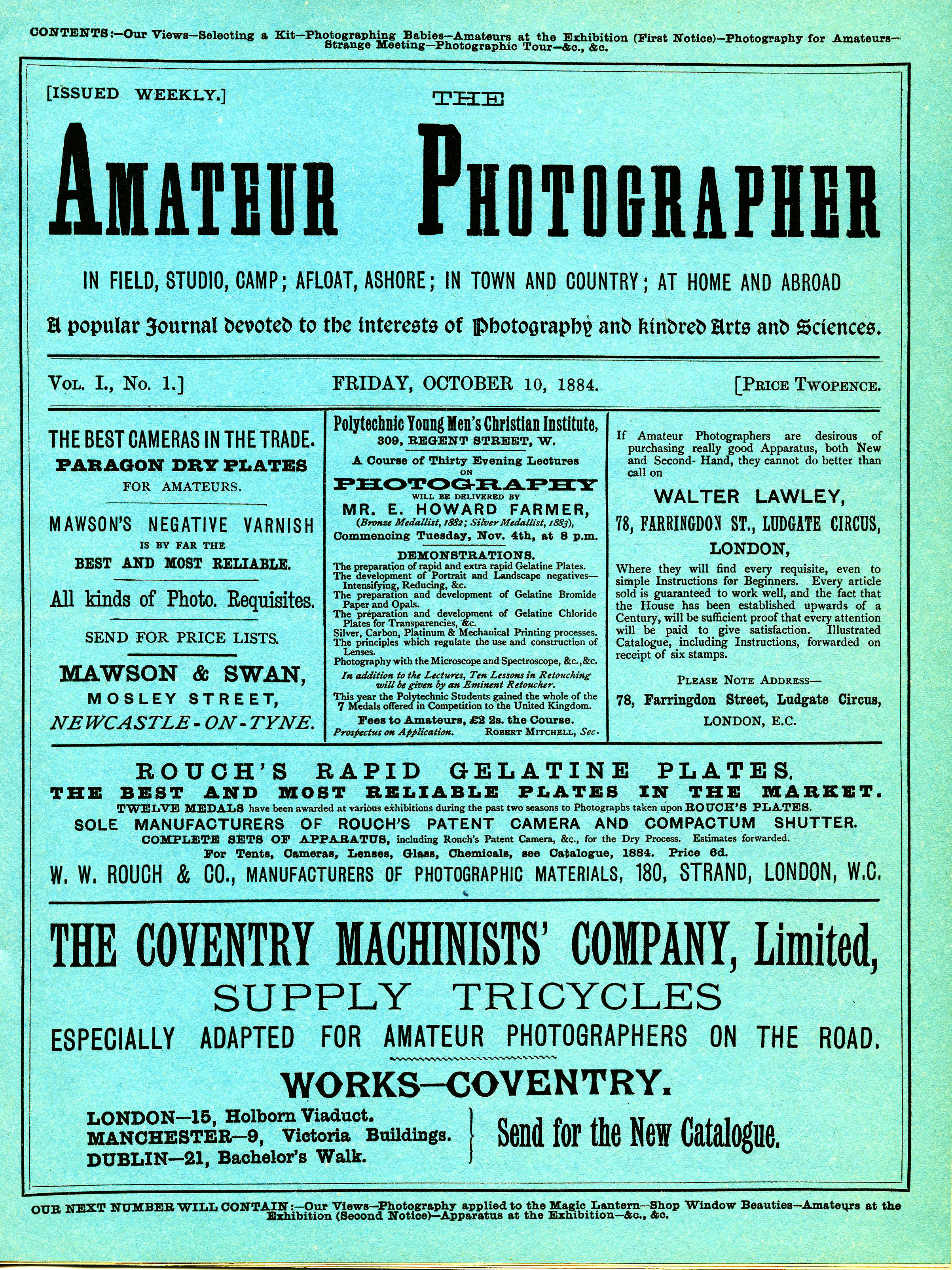
Premier numéro le 10 octobre 1884 d'Amateur Photographer.

- Tong Cheong, photographe chinois installé à Yokohama au Japon, fait de la publicité pour ses services d'imprimeur et de photographe dans le journal Japan Directory, proposant des albums souvenirs de Vues et costumes du Japon.
- Mary Steen ouvre un studio professionnel de photographie à Copenhague.
- Fondation aux États Unis de l'association de recherche photographique The Camera Club of New York (en).
- Création de la Société versaillaise de photographie.

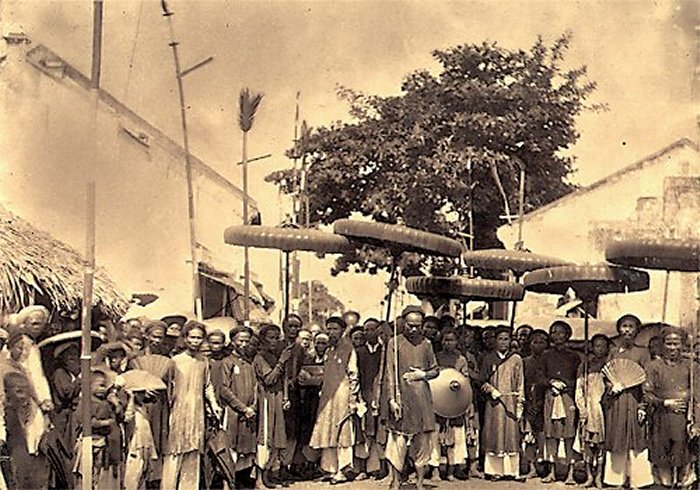
Charles-Édouard Hocquard, Le Tongdoc de Hanoi et sa suite, 14 juillet 1884.

## Photographies notables
- Ottomar Anschütz, Étude photographique pour le vol de la cigogne.

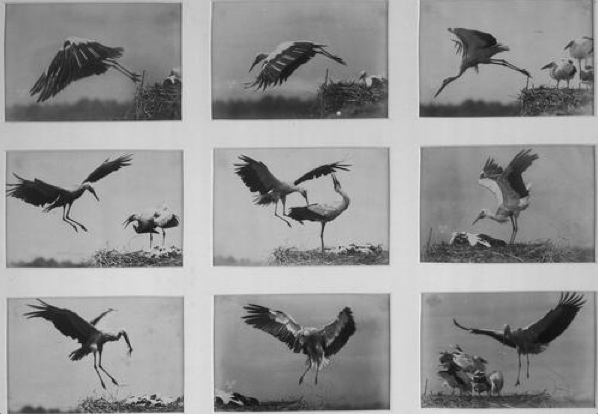
Étude photographique pour le vol de la cigogne.

- Le médecin militaire français Charles-Édouard Hocquard, volontaire depuis 1883 dans le corps expéditionnaire du Tonkin comme médecin et topographe-photographe, photographie l'expédition et la société vietnamienne[2].
- Le photographe américain George Bretz (en) prend l'une des premières photographies souterraines à la lumière artificielle dans une mine de charbon à Shenandoah en Pennsylvanie.

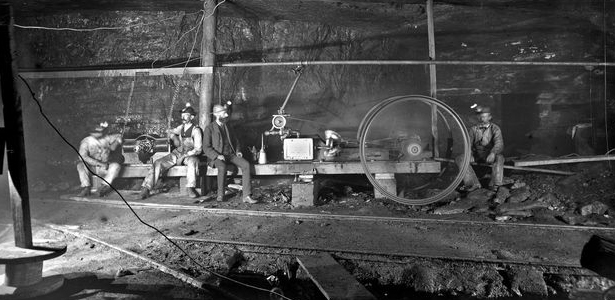
George Bretz, Intérieur de la mine de charbon Kohinoor à Shenandoah.

## Études, essais, articles
- Étienne-Jules Marey, Développement de la méthode graphique par l'emploi de la photographie, Paris, Masson [3].
- Eugène Trutat : La Photographie appliquée à l’histoire naturelle, Paris, Gautier-Villars, 225 p. [4]

## Prix et récompenses
- Andrew Ainslie Common reçoit la médaille d'or de la Royal Astronomical Society pour sa photographie de la nébuleuse d'Orion prise le 28 février 1883 de l'observatoire d'Ealing[5].
- Médaille du progrès de la Royal Photographic Society : Josef Maria Eder.

## Naissances
- 3 janvier : Rudolf Koppitz, photographe autrichien, mort le 8 juillet 1936.
- 7 janvier : Edith Irvine (en), photographe américaine qui a photographié le séisme de 1906 à San Francisco, morte en 1949.
- 11 janvier : 
  - Henri Lacheroy, photographe français, mort le 4 novembre 1960.
  - John Vanderpant (en), photographe néerlando-canadien, mort le 24 juillet 1939.
- 4 février : Orval Hixon, photographie américain, connu pour ses photographies d'acteurs, mort le 2 janvier 1982.
- 16 février : Mario von Bucovich, photographe autrichien, actif en Allemagne, en France et aux États-Unis, mort le 30 novembre 1947.
- 5 juin : John Paul Edwards, photographe américain, mort en 1968.
- 4 juillet : Cornelia Clarke (en), photographe naturaliste américaine, morte le 29 septembre 1936.
- 13 juillet : Mary Willumsen, photographe danoise, morte le 25 octobre 1961.
- 2 août : Bernhard Aström, vétérinaire et photographe finlandais, mort le 18 mars 1959.
- 30 août : Burnell Poole, peintre et photographe américain, mort en 1933.
- 4 septembre : Däne Jacob Kjeldgaard dit Marinus, journaliste et photographe danois, actif en France, auteur de photomontages satiriques, mort le 3 février 1964.
- 8 novembre : Margaret Watkins, photographe canadienne, morte en novembre 1969.
- 12 novembre : John Graudenz, journaliste et photographe de presse allemand, mort le 22 décembre 1942.
- 15 décembre : Nino Djordjadze, infirmière géorgienne, photographe de guerre pendant la Première guerre mondiale, morte en 1968.
- 20 décembre : Fran Vesel, photographe yougoslave, mort le 7 mars 1944.
- Date précise inconnue :
  - Adolfo Zerkowitz, photographe austro-espagnol, actif à Barcelone, mort en 1972.

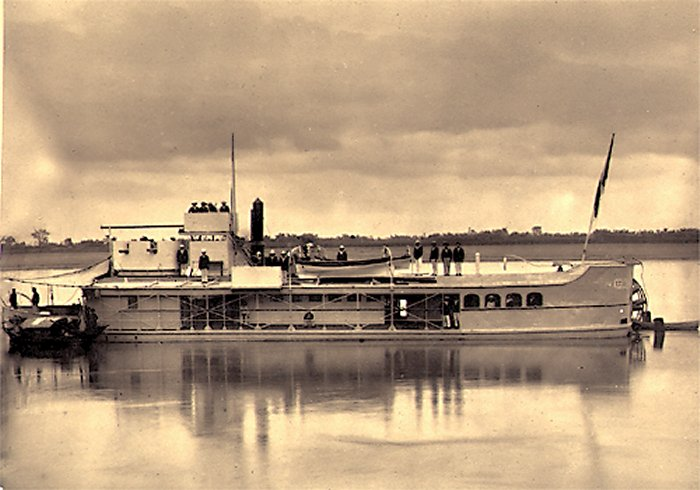
Charles-Édouard Hocquard, La canonnière française Éclair au Tonkin, 1884.

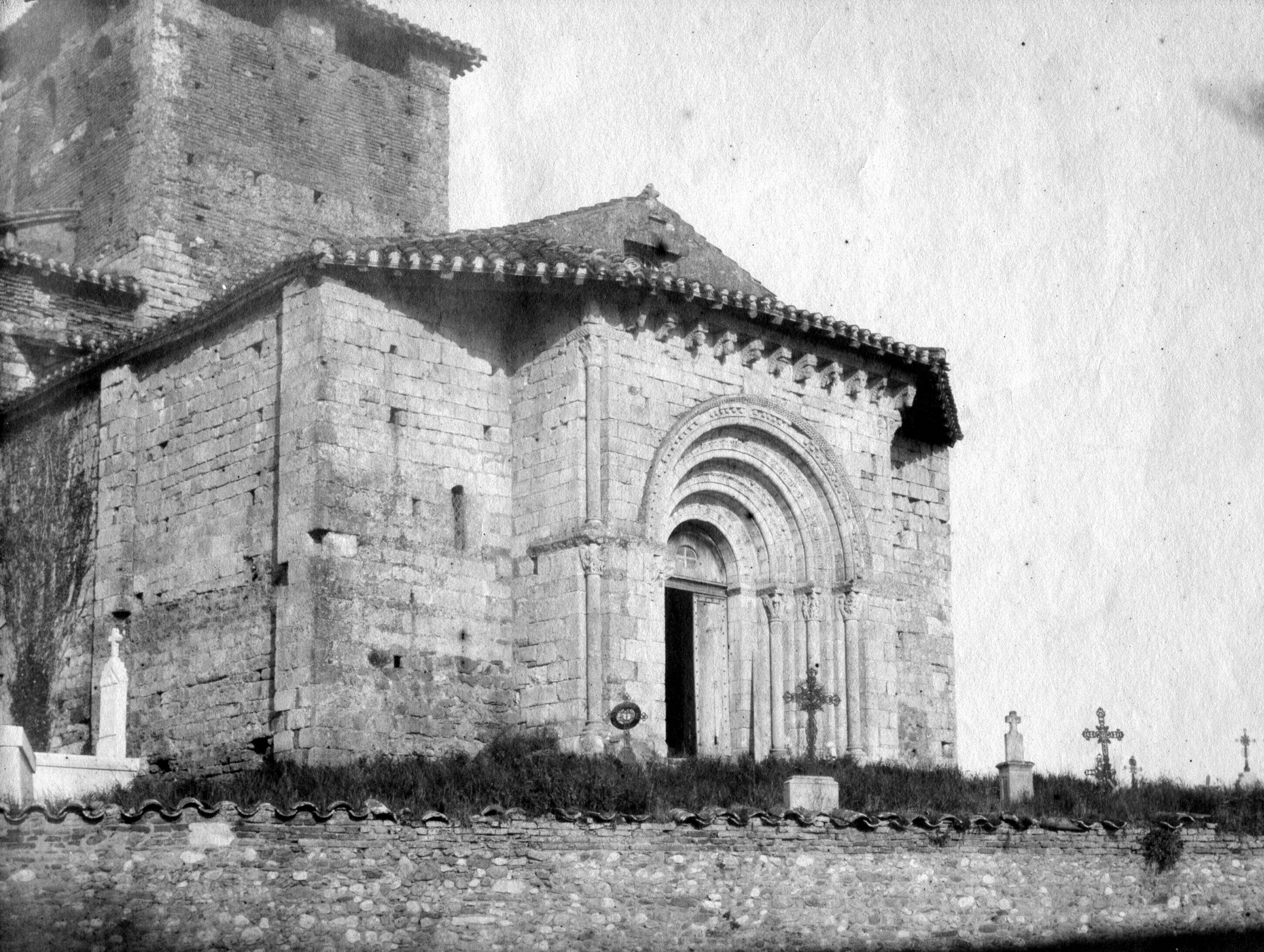
Eugène Trutat, Le porche de l'église de Lescure, août 1884.

## Décès
- 4 février : Ferdinand Tillard, photographe français, né le 18 avril 1819.
- 1er mars : Auguste Mestral, photographe français, né le 20 mars 1812.
- 13 mars : Alexandre Clausel, peintre et photographe français, né le 15 octobre 1802.
- 5 mai : Emilie Bieber, photographe allemande, née le 6 octobre 1810.
- 16 juin : Thora Hallager, photographe danoise, née le 3 février 1821.
- 29 juillet : Gustave Le Gray, peintre et photographe français, né le 30 août 1820.
- 15 octobre : Yokoyama Matsusaburō, lithographe et photographe japonais, né le 26 novembre 1838.
- 17 novembre : Ferdinand Joubert, graveur et photographe français naturalisé britannique, né le 15 septembre 1810.
- 15 décembre : Albert Goupil, collectionneur français d'œuvres d’art, connu pour les photographies réalisées en 1868 lors d'un voyage en Égypte et au Proche-Orient, né le 18 février 1840.

- Date précise inconnue :
  - Kameya Tokujirō, photographe japonais, né en 1825.